# 松屋食品
松屋食品（日语：／ matsuya fūzu */?）是源自日本的跨國日式快餐連鎖店，其主要業務為經營售賣牛肉飯、豬肉飯、咖喱和定食等的日式快餐連鎖店「松屋」。其與食其家、吉野家並稱為「牛丼御三家」，目前日本國內店鋪總數在同型餐廳中居於第3，僅次於食其家與吉野家。
母公司松屋食品控股在東京證券交易所上市（編號：9987），其總部位於東京都武藏野市，現時由創辦人瓦葺利夫擔任會長。

## 簡介
「松屋」創立於1966年6月，當時瓦葺利夫在東京都練馬區羽澤的住宅區開設「中華飯店 松屋」，但此店的經營狀況不穩定，其後更於1969年結業。
在經營「中華飯店 松屋」期間，瓦葺利夫嘗過當時備受推介的吉野家牛肉飯，並受其啟發開始對牛肉飯的研究。1968年6月，瓦葺在江古田開設專營牛肉飯和烤肉的「松屋」，至今該店仍是松屋的1號店。
而松屋的餐牌其實跟1號店的位置有莫大關係。當時江古田附近有許多學校，也住著不少單身上班族。在日間（午飯）光顧的學生偏好牛肉飯，而晚間光顧的上班族則偏好咖哩飯和定食。為了顧及這兩群顧客的需求，因此松屋於其他同業不同，除了牛肉飯和定食外，餐牌中也有數款咖哩飯可供選擇。

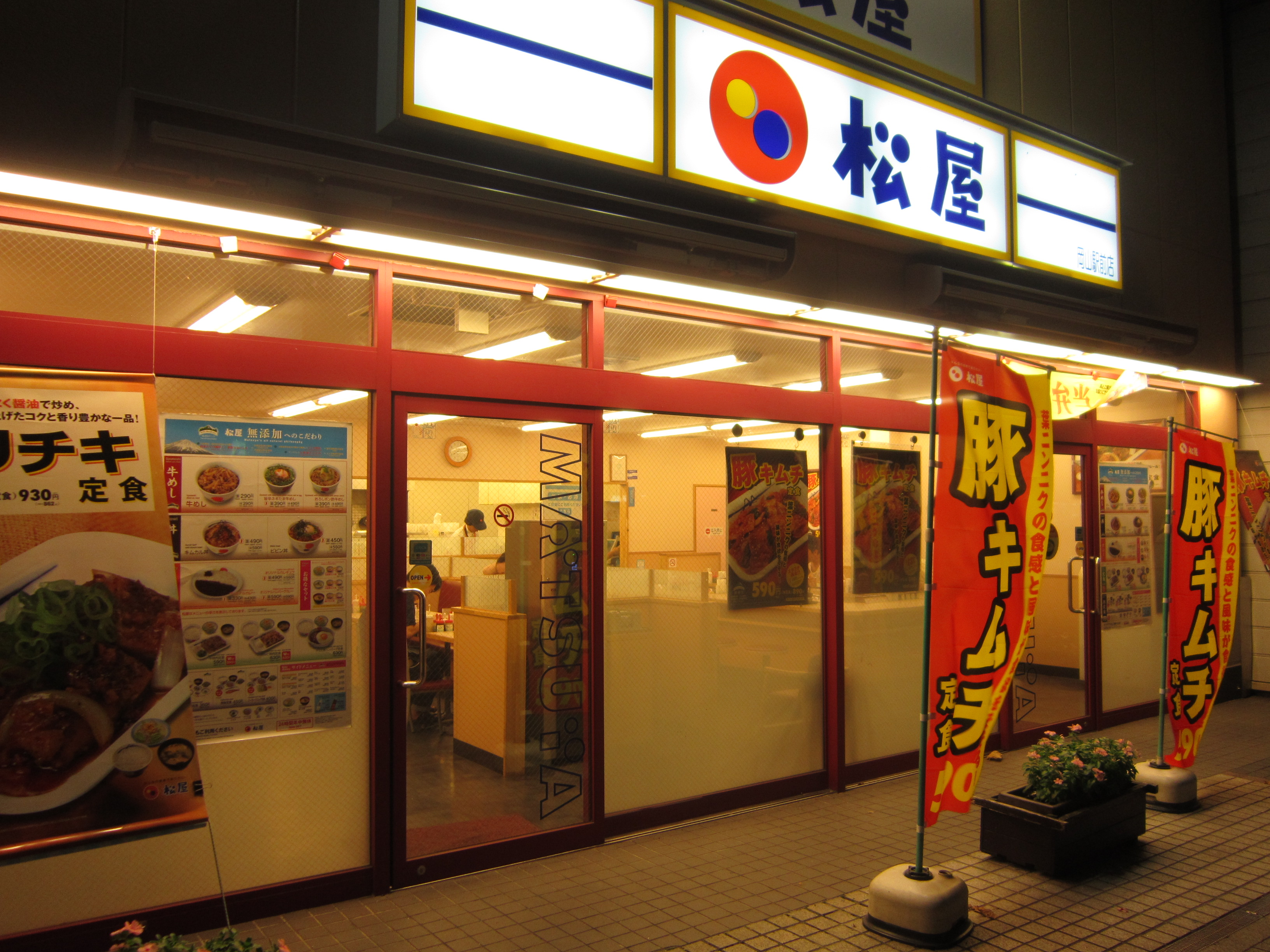
一間位於岡山市的分店

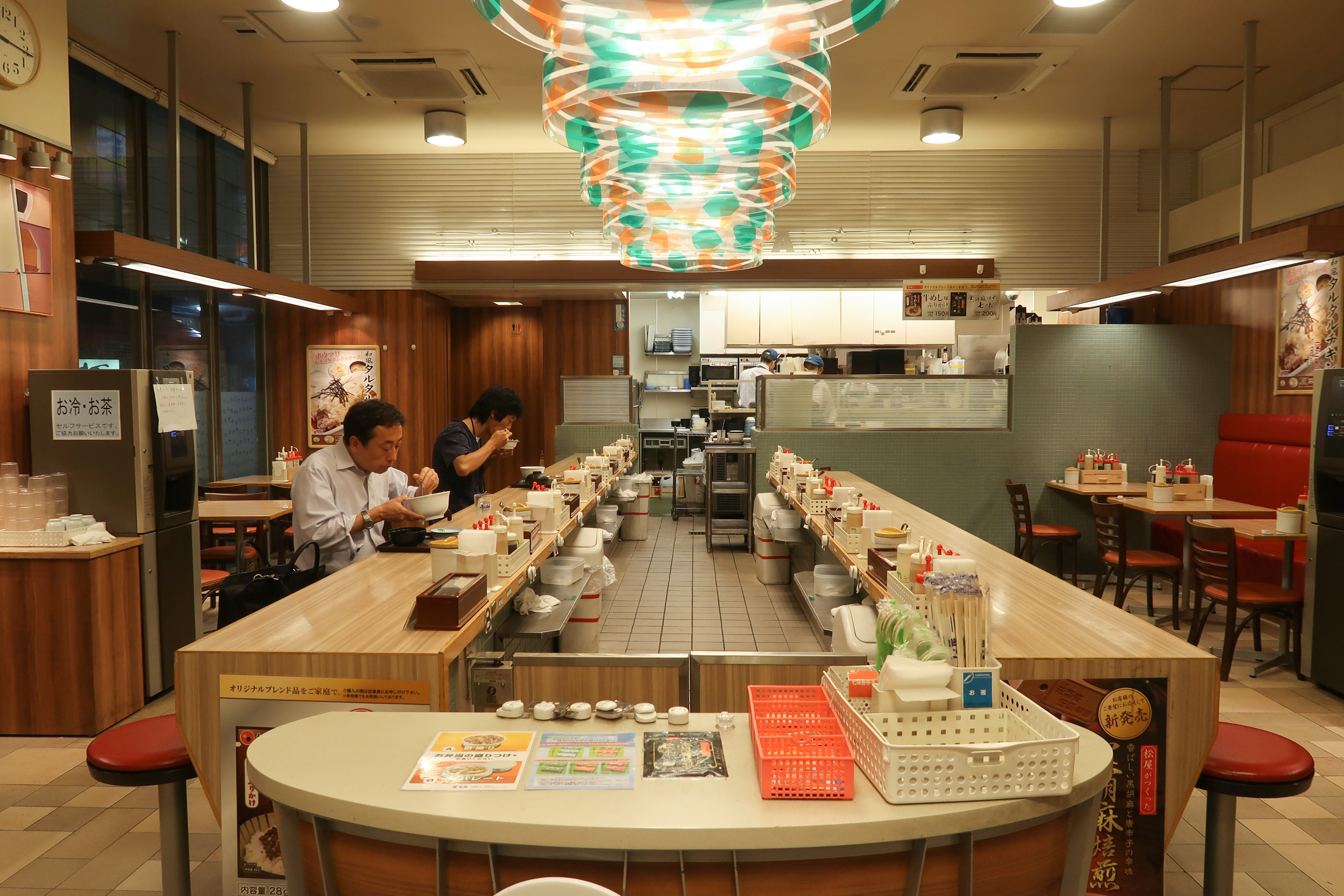
東京六本木分店內貌

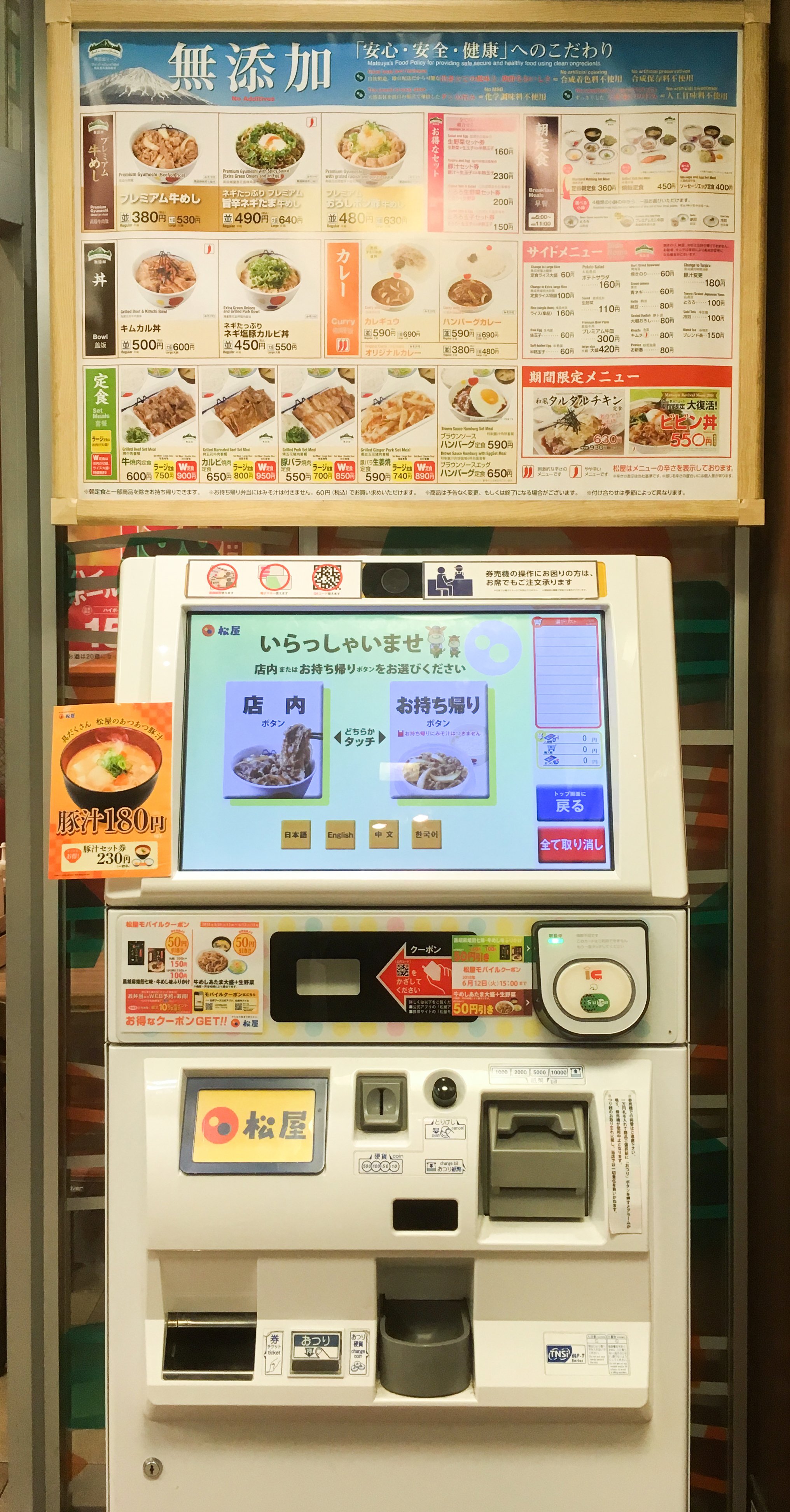
分店內的自動售賣機

## 售賣食品

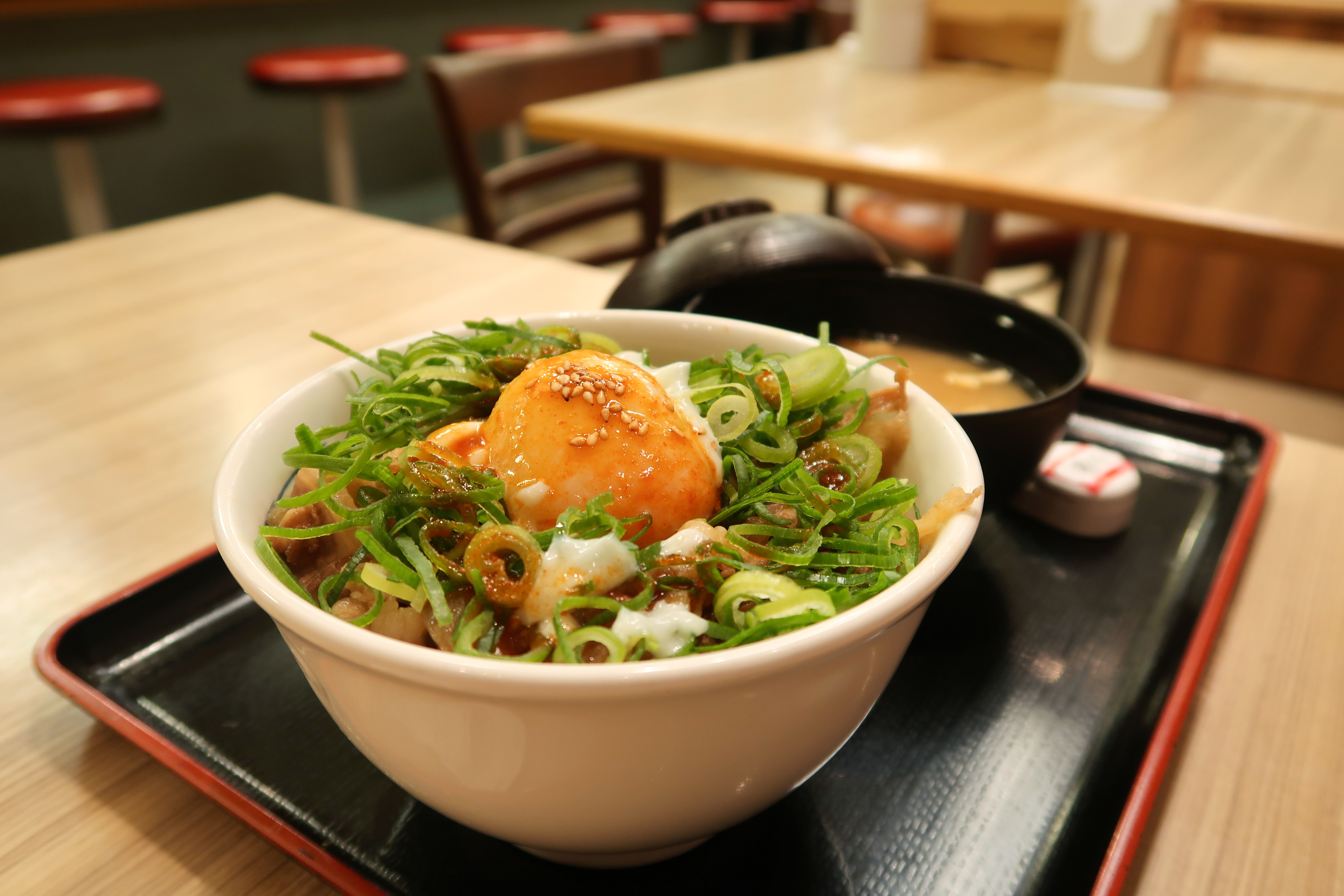
日式洋蔥牛肉飯

松屋主要售賣以下三類食品，堂食會贈送一碗味噌湯，外賣則不獲同樣優惠。
- 日式牛肉飯、豬肉飯
- 自製咖哩飯
- 定食
  - 日式定食
  - 早晨定食（於早上5－11時提供，只限堂食）

此外，也會提供季節限定的食品。

## 日本海外
自2005年起，松屋開始拓展海外業務。

### 美國
2005年，松屋在紐約設立分公司（Matsuya Foods USA, Inc.），開始在北美地區經營日式料理。

### 中國
2009年則在中國開設日式料理餐廳，並預定設立分公司管理。到2022年3月止，中國上海有十二家分店。

### 臺灣
台灣松屋由「日商株式會社松屋食品控股」在台灣成立的「台灣松屋餐飲股份有限公司」經營。

臺灣首店於2018年9月28日在台北新光三越南西店地下一樓正式開幕，開幕時間在上午11點整，店內招牌的牛肉飯（牛丼）售價69元起，另外還有泡菜牛肉飯定食等不同選擇。。

### 香港
香港松屋由日本直營，並由子公司「香港松屋餐飲有限公司」負責管理。香港首家分店於2024年8月11日在佐敦彌敦道219號莊士倫敦廣場地下開幕。為24小時營業。 
第二分店於2025年1月27日在長沙灣青山道217至235號映築地下開幕。
第三分店於2025年6月25日在旺角砵蘭街240至244號MPM文華商場1樓B舖開幕。為24小時營業。

## 外部連結
日本
- 松屋フーズ（日語）（英文）
- 【公式】松屋的X（前Twitter）（日語）
- 松屋食品的Facebook專頁（日語）
- 松屋食品的Instagram帳戶（日語）
- YouTube上的松屋食品頻道（日語）
- 松屋 日本的小红书账号（简体中文）

台灣
- 台灣松屋的Facebook專頁（繁體中文）
- 台灣公司資料 （页面存档备份，存于）